# Rudy May
Rudy May (Coffeyville, Kansas; 18 de julio de 1944 – 23 de octubre de 2024) fue un beisbolista estadounidense que jugó dieciséis temporadas con cuatro equipos en la MLB en la posición de pitcher, siendo líder en efectividad en 1980.

## Carrera
Firmó como agente libre en 1962 con los Minnesota Twins, siendo uno de los últimos seleccionados bajo el método de excepción, ya que dos años después fue que se instauró el método de selección de draft actual donde jugó en el equipo filial AA. Al año siguiente pasó a los Chicago White Sox donde solo pasó por los equipos A y AAA.
A finales de 1964 May fue transferido a los Philadelphia Phillies por el catcher Bill Heath y Joel Gibson. Los Phillies luego enviaron a May a los California Angels por el pitcher Bo Belinsky.
May debutó en la MLB en 1965 con 20 años de edad como abridor de los Angels ante los Detroit Tigers. Lanzó juego completo donde solo permitió un hit y una carrera, tuvo 10 ponches, dio 5 bases por bola y realizó 139 lanzamientos, pero salió sin decisión. May jugó 30 partidos con los Angels en 1965. May estuvo en el sistema de ligas menores de los Angels de 1966 a 1968, incluyendo una breve estancia con los Seattle Angels. En tres temporadas jugó 45 partidos, donde ganó 18 y perdió 10 en 248 innings.
May regresó a la MLB en 1969 con los Angels, donde jugó 200 partidos entre 1969 y el inicio de 1974 tanto de abridor como de relevista. Lanzó 1,013 innings en los que May tuvo récord de 47 victorias y 67 derrotas con el equipo de California.
Los New York Yankees compraron a May desde los Angels el 15 de junio de 1974. Su récord fue de 22 victorias y 16 derrotas en 326 innings con 49 partidos con los Yankees.
Los Yankees cambiaron a May junto a Rick Dempsey, Scott McGregor, Tippy Martinez y Dave Pagan a los Baltimore Orioles por Ken Holtzman, Doyle Alexander, Elrod Hendricks, Grant Jackson y Jimmy Freeman antes de la fecha límite de cambios el 15 de junio de 1976. Jugó con los Orioles en 58 partidos donde tuvo un récord de 28 victorias y 21 derrotas en 403 innings.
Los Orioles cambiaron a May junto a Randy Miller y Bryn Smith a los Montreal Expos por Don Stanhouse, Joe Kerrigan y Gary Roenicke durante el receso invernal el 7 de diciembre de 1977. May tuvo una función de relevista con los Montreal donde tuvo 18 victorias con 13 derrotas en 49 partidos donde lanzó en 237 innings.
May regresó a los Yankees el 8 de noviembre de 1979. Durante la temporada de 1980 May lideró al Liga Americana en promedio de carreras permitidas con 2.46, el cual fue el mejor registro de su carrera. En sus últimas cuatro temporadas de carrera May ganó 28 y perdió 27 partidos.
En 1965 con los Angels May cobraba un sueldo de $6,000. En 1983, en su año de retiro con los Yankees, su salario pasó a ser de $620,000.

## Vida personal y muerte
Cuando May tenía 17 años se inscribió en el programa de buceo en aguas profundas, por lo que fue acreditado como buzo profesional. Durante su carrera de beisbolista May se unió al Circle K y trabajó como gerente de una tienda en California.
May murió por complicaciones con la diabetes el 23 de octubre de 2024 a los 80 años.